# تییانگه
تییانگه (به صربی: Tijanje) یک منطقهٔ مسکونی در صربستان است که در لوچانی واقع شده‌است. تییانگه ۹٫۴۷ کیلومتر مربع مساحت و ۱۸۳ نفر جمعیت دارد و ۴۱۶ متر بالاتر از سطح دریا واقع شده‌است.